# (8777) Torquata
(8777) Torquata (5016 T-3) – planetoida z pasa głównego asteroid okrążająca Słońce w ciągu 4,58 lat w średniej odległości 2,76 au. Odkryta 16 października 1977 roku.